# Kompilacja (album)
Kompilacja – pierwszy album polskiego producenta muzycznego Ośki. Został wydany 20 grudnia 1999 roku nakładem wytwórni Asfalt Records. Gościnnie wystąpili między innymi Pezet, Emade, Onar, Małolat czy Sobota. Projekt okładki wykonał Ośka, natomiast masteringiem zajął się DJ 600V.

## Lista utworów
Źródło.
1. "Intro" - 0:45
2. "Ponad Wszystko" (gościnnie: Małolat i Pezet) – 4:55
3. "Każdego Dnia" (gościnnie: Kosi, Rzemi, Wzorowy) – 3:38
4. "Znalazło Się Dwóch" (gościnnie: Jano) – 4:02
5. "To My..." (gościnnie: Siwy) – 3:44
6. "To Właśnie Lubię" (gościnnie: Onar) – 4:28
7. "Fantastyka" (gościnnie: Aśka, Seba, Sobota; Snuz) – 3:16
8. "Prawda" (gościnnie: M.A.D., Inespe) – 4:10
9. "Czasy" (gościnnie: Gano, Jajonasz) – 4:37
10. "Modlitwa" (gościnnie: I.N.K.I., Koma) – 3:28
11. "Niosę Światło" (gościnnie: Deus, Onar) – 3:46
12. "Outro" - 0:50